# Alfred Gomis
Amigo Alfred Junior Gomis (ur. 5 września 1993 w Ziguinchor) – senegalski piłkarz, występujący na pozycji bramkarza w klubie Palermo oraz w reprezentacji Senegalu. Posiada również obywatelstwo włoskie 
Wychowanek Torino FC, w swojej karierze grał także w takich zespołach jak Crotone, Avellino, Cesena, Bologna FC, Salernitana, SPAL, Dijon FCO i Como 1907. Posiada również obywatelstwo włoskie.